# Josef Fürth
Josef Fürth (30. prosince 1822 Strakonice – 28. dubna 1892 Vídeň) byl český podnikatel a politik židovského původu, majitel strakonické továrny na fezy, v 2. polovině 19. století poslanec Českého zemského sněmu a Říšské rady.

## Biografie
Pocházel z rodiny strakonických textilních podnikatelů Fürthů židovského původu. Jeho otec Wolf Fürth začal v tomto městě roku 1828 s výrobou fezů na export do orientálních států. Po jeho smrti roku 1850 převzali vedení továrny Josef Fürth spolu s bratry Jacobem (1816–1889) a Moritzem (1818–1892). Za jeho působení prodělal podnik rozšíření a modernizaci. Dále posiloval exportní orientaci závodu.
Po obnovení ústavního života počátkem 60. let 19. století se zapojil i do zemské a celostátní politiky. V zemských volbách v Čechách v roce 1861 byl zvolen v kurii obchodních a živnostenských komor (obvod Plzeň) do Českého zemského sněmu. Do sněmu se vrátil v roce 1869, kdy byl v září 1869 zvolen v doplňovacích volbách, opět za komoru obchodních a živnostenských komor v Plzni, poté, co rezignoval (respektive přišel o mandát pro absenci) český poslanec Jan Kleissl. Mandát za týž obvod obhájil i ve volbách do Českého zemského sněmu roku 1870, volbách roku 1872 a volbách roku 1878.
V této době byl rovněž poslancem Říšské rady (celostátní zákonodárný sbor), kam ho vyslal zemský sněm poprvé roku 1870 (tehdy ještě Říšská rada nevolena přímo, ale tvořena delegáty jednotlivých zemských sněmů). Dne 10. listopadu 1870 složil poslanecký slib. Opětovně ho sněm do vídeňského parlamentu vyslal roku 1871. I zde zastupoval kurii obchodních a živnostenských komor. Dne 7. května 1872 opětovně složil poslanecký slib. V období červen 1872 – leden 1873 zastával funkci zapisovatele Poslanecké sněmovny Říšské rady. Uspěl i v prvních přímých volbách do Říšské rady roku 1873. Slib složil 5. listopadu 1873. Mandát obhájil ve volbách do Říšské rady roku 1879.
Politicky patřil k Ústavní straně, která odmítala české federalistické a autonomistické aspirace a podporovala centralizované Rakousko, respektive Předlitavsko. Na Říšské radě se v říjnu 1879 uvádí jako člen staroněmeckého Klubu liberálů (Club der Liberalen).
Politikem byl i jeho starší syn Emil (1863–1911), který tragicky zahynul v Dánsku. Byl ženatý s Ernestine Kisch (1877–1946), dcerou balneologa Enocha Heinricha Kische. Ernestine, aktivistka za práva žen, emigrovala po anšlusu Rakouska v roce 1938 do Spojených státu amerických.
Manželka Wilhelmine roz. Forchheimer (1832-1904). Mladší syn Otto (1867–1938) byl profesorem lékařské chemie na Vídeňské univerzitě. Jeho manželka Margarete (1876–1942) a dcera Wilhelmine (1904–1942) zemřely v koncentračním táboře Malý Trostinec. Syn Josef Egon (1901–1939) zahynul v Dachau.